# Řád Rubéna Daría
Řád Rubéna Daría (španělsky Orden de Rubén Darío) je státní vyznamenání Nikaragujské republiky založené roku 1951.

## Historie a pravidla udílení
Řád byl založen prezidentem Anastasiem Somozou Garcíou dne 16. února 1951. Pojmenován je podle světově známého latinskoamerického básníka modernismu Rubéna Daría. Udílen je za zásluhy v humanitních oblastech lidské činnosti, za vědu, umění, literaturu a další.

## Třídy
Řád je udílen v sedmi třídách:
- řetěz
- rytířský kříž se zlatou hvězdou – Řádový odznak se nosí na široké stuze spadající z ramene na protilehlý bok. Zlatá řádová hvězda se nosí nalevo na hrudi.
- rytířský kříž se stříbrnou hvězdou – Řádový odznak se nosí na široké stuze spadající z ramene na protilehlý bok. Stříbrná řádová hvězda se nosí nalevo na hrudi.
- velkodůstojník – Řádový odznak se nosí na stuze kolem krku. Stříbrná řádová hvězda se nosí nalevo na hrudi.
- komtur – Řádový odznak se nosí na stuze kolem krku. Řádová hvězda této třídě již nenáleží.
- důstojník – Pozlacený řádový odznak se nosí na stužce nalevo na hrudi.
- rytíř – Stříbrný řádový odznak se nosí na stužce nalevo na hrudi.

## Insignie
Řádový odznak má tvar zlatého čtyřramenného kříže s rameny ve tvaru pravidelných pětiúhelníků pokrytých fialovým smaltem. Na ramenou směřujících nahoru a dolu je vyobrazena lyra obklopená vavřínovým věncem. Na vodorovných ramenech je vyobrazena labuť. Oba motivy jsou bíle smaltované. Mezi rameny kříže jsou shluky různě dlouhých paprsků, uspořádaných pyramidálně. Ve středu kříže je kulatý fialově smaltovaný medailon se zlatým vavřínovým věnce po obvodu. V medailonu je zlatý reliéfní portrét Rubéna Daría. Ke stuze či řetězu je odznak připojen pomocí přechodového článku ve tvaru kartuše s barevně vyobrazeným státním znakem.
Řádová hvězda je osmicípá. V závislosti na třídě je pozlacená nebo stříbrná. Jednotlivé cípy jsou tvořeny různě dlouhými paprsky. Obecně jsou paprsky v přímém kříži větší než v šikmém kříži. Uprostřed je kulatý medailon s portrétem Rubéna Daría na fialově smaltovaném pozadí. Medailon je lemován bíle smaltovaným kruhem se zlatým nápisem ORDEN DE RUBEN DARIO. Na cípu hvězdy směřující nahoru není lyra, ale barevně smaltovaný státní znak.
Řádový řetěz se skládá z článků ve tvaru kartuší se stáním znakem a článků pokrytých fialovým smaltem s vyobrazením lyry nebo labutě.
Stuha z hedvábného moaré sestává ze dvou stejně širokých pruhů v barvě modré a bílé, které jsou v případě rytířských křížů při okraji lemovány úzkými proužky opačné barvy u ostatních tříd tyto proužky chybí.